# Uveakejsarduva
Uveakejsarduva (Ducula david) är en förhistorisk utdöd fågel i familjen duvor inom ordningen duvfåglar. 

## Förekomst och upptäckt
Fågeln beskrevs 1987 utifrån subfossila lämningar funna i kökkenmöddingar på ön Uvea i ögruppen Wallisöarna i södra Stilla havet. Upptäckten av denna art liksom flera andra utdöda kejsarduvor i Stilla havets övärld förklarar den märkliga utbredningslucka som finns bland levande kejsarduvorna mellan Nya Kaledonien och Marquesasöarna.

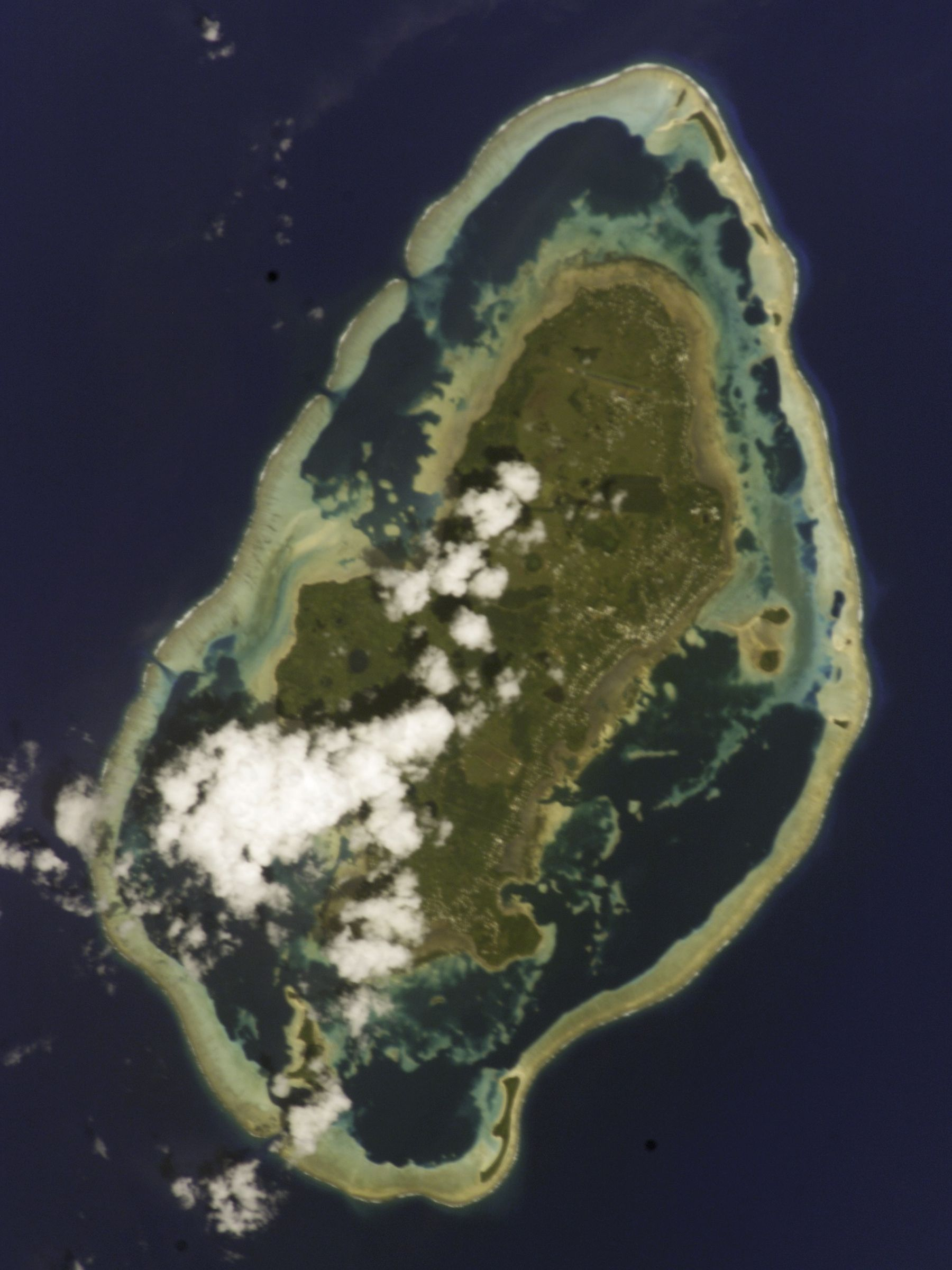
Ön Uvea där lämningar efter uveakejsarduvan har hittats.

## Kännetecken
Uveakejsarduvan var större än någon levande duva i släktet Ducula och jämnstor med likaledes utdöda hendersonkejsarduvan (D. harrisoni) och laukejsarduvan (D. lakeba). Olikt dessa men likt nu levande kejsarduvor hade den relativt korta ben. 

## Utdöende
Det faktum att rester av duvan hittats under arkeologiska utgrävningar antyder att fågeln åts av människan för föda. Det är därför sannolikt att jakt är orsaken till artens utdöende.